# Ilze Scamparini
Ilze Lia Scamparini (Araras, 26 de dezembro de 1958) é uma jornalista brasileira. É atualmente a correspondente da TV Globo na Itália, Vaticano e região, tendo como base a capital Roma.

## Biografia
Filha de Irineu Scamparini e Paulina Storolli, ambos filhos de imigrantes italianos, Ilze Scamparini nasceu em Araras, no interior de São Paulo.
Formou-se em Jornalismo na Pontifícia Universidade Católica de Campinas (PUCCAMP) em 1982.
Além do português, fala italiano, espanhol e inglês.
Está casada há quase 20 anos com o roteirista italiano Domenico Saverni Mezzatesta e não quis ter filhos.

## Carreira
Foi estagiária no jornal O Diário do Povo, de Campinas. Colaborou com os folhetos da Oboré, transcrevendo entrevistas dos trabalhadores do ABC paulista, no período em que surgiram Lula e o Partido dos Trabalhadores.
Entrou para a televisão em 1981, trabalhando no programa TV Mulher, então dirigido por Nilton Travesso e Rose Nogueira e apresentado por Marília Gabriela. Em 1982, tornou-se repórter da TV Campinas, afiliada da TV Globo. Lá cobriu a longa greve dos petroleiros de Paulínia, liderados por Jacó Bittar e documentou as reuniões da Conferência Nacional dos Bispos do Brasil (CNBB) pós Anistia.
Mudou-se para o Rio de Janeiro em 1984, entrando para a TV Globo (RJ). Gravou reportagens para o Jornal Nacional, o Jornal Hoje e o Jornal da Globo, com destaque à cobertura do primeiro Rock in Rio, em 1985. 
Foi para a TV Globo Brasília, em 1985, onde participou, entre outras, da cobertura da agonia do presidente eleito Tancredo Neves e da promulgação da nova Constituição.
Atendendo a convite de Alice Maria, então diretora executiva do telejornalismo da emissora, entrou em 1986 para o time de repórteres exclusivos do programa Globo Repórter, no qual ficaria até 1996. No ano seguinte, fixou-se em Los Angeles, nos Estados Unidos, para atuar como correspondente internacional. Cobriu duas entregas de Óscar e o suicídio em massa da seita religiosa Heaven's Gate.
Em 1999, transferiu-se para Roma, na Itália, de onde envia matérias sobre a política, cultura e comportamento italianos, além de cobrir o Vaticano. Com os papas João Paulo II e Bento XVI viajou para a Ucrânia, Polônia, Alemanha, Turquia e Angola, além de acompanhar suas visitas ao Brasil.
Além disso, destacou-se em outras coberturas internacionais: acompanhou, no Cairo, o velório do líder palestino Yasser Arafat; cobriu os desdobramentos do ataque terrorista que vitimou centenas de crianças em uma escola em Beslam, na Rússia, em 2004; e as cerimônias que acompanharam os 20 anos da queda do Muro de Berlim, na Alemanha.
Foi a primeira repórter da emissora a transmitir imagens do exterior via internet. Seu trabalho como correspondente em Roma serviu de modelo para o adotado pela TV Globo em Jerusalém, Paris, Lisboa, Berlim e Buenos Aires.
Em 2021, publicou o romance "Atirem direto no meu coração".